# Michał Kociuba (lekarz)
Michał Kociuba (ur. ?, zm. 1 grudnia 1931 we Lwowie) – polski lekarz, wizytator szkół.

## Życiorys
Ukończył studia uzyskując tytuł naukowy doktora medycyny i filozofii. W roku akademickim 1884/1885 był tymczasowym zastępcą wykładowcy Wyższej Szkoły Rolniczej w Dublanach, prof. Zygmunta Kahane. Pełnił funkcję wizytatora higieny Kuratorium Okręgu Szkolnego Lwowskiego we Lwowie. Był jednym z pierwszych organizatorów Lekarskich Poradni Szkolnych. Propagował wychowanie fizyczne wśród młodzieży szkolnej.
Zmarł 1 grudnia 1931 we Lwowie i w tym mieście został pochowany.

## Ordery i odznaczenia
- Złoty Krzyż Zasługi (27 czerwca 1928)[2][3][4]